# Championnat d'Amérique du Sud de rugby à XV 2020
Navigation
Championnat 2019 Championnat 2021
Le Championnat d'Amérique du Sud de rugby à XV 2020 (en espagnol : Sudamericano Cuatro Naciones) est une compétition de rugby à XV organisée par Sudamérica Rugby. La 42e édition se déroule du 17 octobre au 25 octobre 2020 à Montevideo (Uruguay). L'Argentine XV remporte la compétition, avec trois victoires en autant de matchs.

## Équipes participantes
| - Brésil XV - Chili XV - Uruguay XV - Argentine XV |

## Format
Les équipes réserves du Brésil, du Chili, de l'Argentine et de l'Uruguay disputent des matchs sous la forme d'un tournoi, organisé au stade Charrúa de Montevideo.

## Classement
| Rang | Nation       | J | V | N | D | Pm  | Pe | Diff | Pts |
| ---- | ------------ | - | - | - | - | --- | -- | ---- | --- |
| 1    | Argentine XV | 3 | 3 | 0 | 0 | 118 | 58 | +60  | 14  |
| 2    | Chili XV     | 3 | 2 | 0 | 1 | 72  | 59 | +13  | 9   |
| 3    | Uruguay XV   | 3 | 1 | 0 | 2 | 65  | 92 | -27  | 5   |
| 4    | Brésil XV    | 3 | 0 | 0 | 3 | 45  | 91 | -46  | 0   |

|  | Champion |

### Résultats

#### Journée 1
| 17 octobre 2020 | Argentine XV | 25 - 24 | Chili XV | Stade Charrúa, Montevideo |
| 17 octobre 2020 | Essai(s) : Oviedo (11e), I Ruiz (28e), Cubilla (47e) Transformation(s) : Elías (28e), Mare (48e) Pénalité(s) : Pellandini (58e), Castiglioni (80e) | Rapport | Essai(s) : Fernández (4e), Larenas (39e) Transformation(s) : Urroz (5e) Pénalité(s) : Videla 2 (21e, 29e), Urroz 2 (55e, 77e) | Stade Charrúa, Montevideo |
| 17 octobre 2020 | | Rapport | | Stade Charrúa, Montevideo |

| 17 octobre 2020 | Uruguay XV                                                           | 25 – 17 | Brésil XV                                                  | Stade Charrúa, Montevideo |
| 17 octobre 2020 | Essai(s) : Pujadas Transformation(s) : Favaro Pénalité(s) : Favaro 6 | Rapport | Essai(s) : Rosetti Pénalité(s) : Duque 2 Drop(s) : Duque 2 | Stade Charrúa, Montevideo |
| 17 octobre 2020 |                                                                      | Rapport |                                                            | Stade Charrúa, Montevideo |

#### Journée 2
| 21 octobre 2020 | Argentine XV | 40 - 15 | Brésil XV | Stade Charrúa, Montevideo |
| 21 octobre 2020 | Essai(s) : Castiglioni 2 (4e, 47e), essai de pénalité (14e), I Ruiz 2 (21e, 27e), Osadczuk (50e) Transformation(s) : Castiglioni 3 (5e, 28e, 48e), Mare (51e) Carton(s) jaune(s) : S Ruiz (30e) | Rapport | Essai(s) : Massari (1re), Paganini (34e) Transformation(s) : Tranquez (2e) Pénalité(s) : Reeves (43e) Carton(s) jaune(s) : Rocha (14e), Massari (38e), Teixeira (71e) | Stade Charrúa, Montevideo |
| 21 octobre 2020 | | Rapport | | Stade Charrúa, Montevideo |

| 21 octobre 2020 | Uruguay XV | 21 – 22 | Chili XV | Stade Charrúa, Montevideo |
| 21 octobre 2020 | Essai(s) : Favaro (11e), Amaya (49e) Transformation(s) : Favaro (12e) Pénalité(s) : Favaro 2 (4e, 15e) Drop(s) : Etcheverry (25e) | Rapport | Essai(s) : Sigren (20e), Silva (27e), Escobar (59e) Transformation(s) : Videla 2 (21e, 28e) Pénalité(s) : Urroz (37e) | Stade Charrúa, Montevideo |
| 21 octobre 2020 | | Rapport | | Stade Charrúa, Montevideo |

#### Journée 3
| 25 octobre 2020 | Chili XV | 26 – 13 | Brésil XV | Stade Charrúa, Montevideo |
| 25 octobre 2020 | Essai(s) : Sigren (15e), Larenas (44e) Transformation(s) : Videla 2 (16e, 46e) Pénalité(s) : Videla 3 (21e, 34e, 65e), Urroz (55e) | Rapport | Essai(s) : Arruda (5e) Transformation(s) : Duque (6e) Pénalité(s) : Duque (30e), Reeves (43e) Carton(s) jaune(s) : Guimarães (33e) | Stade Charrúa, Montevideo |
| 25 octobre 2020 | | Rapport | | Stade Charrúa, Montevideo |

| 25 octobre 2020 | Argentine XV | 53 – 19 | Uruguay XV | Stade Charrúa, Montevideo |
| 25 octobre 2020 | Essai(s) : I Ruiz 2 (2e, 13e), Cancelliere (36e), Osadczuk (41e), Osadczuk (41e), Martínez (49e), Bazán 2 (55e, 68e) Transformation(s) : Elías 5 (3e, 10e, 41e, 50e, 56e), Mare (69e) Pénalité(s) : Elías 2 (34e, 37e) | Rapport | Essai(s) : Iruleguy (16e), Vilaseca (59e), Lijtenstein (62e) Transformation(s) : Iruleguy 2 (60e, 63e) Carton(s) jaune(s) : Arbelo (43e) | Stade Charrúa, Montevideo |
| 25 octobre 2020 | | Rapport | | Stade Charrúa, Montevideo |